# Mesorhaga
Mesorhaga är ett släkte av tvåvingar. Mesorhaga ingår i familjen styltflugor.

## Dottertaxa tillMesorhaga, i alfabetisk ordning[1]
- Mesorhaga actities
- Mesorhaga africana
- Mesorhaga albiciliata
- Mesorhaga albiflabellata
- Mesorhaga angulata
- Mesorhaga argentifacies
- Mesorhaga aurata
- Mesorhaga baadsvicki
- Mesorhaga borealis
- Mesorhaga breviapendiculata
- Mesorhaga breviappendiculata
- Mesorhaga caerulea
- Mesorhaga canberrensis
- Mesorhaga caudata
- Mesorhaga chillagoensis
- Mesorhaga circumflexa
- Mesorhaga clavicauda
- Mesorhaga cockatoo
- Mesorhaga cocori
- Mesorhaga coolumensis
- Mesorhaga danielsi
- Mesorhaga decembris
- Mesorhaga demeyeri
- Mesorhaga didillibah
- Mesorhaga dimi
- Mesorhaga dispar
- Mesorhaga emmensis
- Mesorhaga falciunguis
- Mesorhaga femorata
- Mesorhaga flavicoma
- Mesorhaga flavipes
- Mesorhaga fujianensis
- Mesorhaga funebris
- Mesorhaga garamba
- Mesorhaga gatesae
- Mesorhaga geoscopa
- Mesorhaga gingra
- Mesorhaga grootaerti
- Mesorhaga guangxiensis
- Mesorhaga hule
- Mesorhaga isthmia
- Mesorhaga janata
- Mesorhaga jucunda
- Mesorhaga kirkspriggsi
- Mesorhaga koongarra
- Mesorhaga lacrymans
- Mesorhaga laeta
- Mesorhaga lamondensis
- Mesorhaga lata
- Mesorhaga limitata
- Mesorhaga litoralis
- Mesorhaga longipenis
- Mesorhaga longiseta
- Mesorhaga maceveyi
- Mesorhaga mahunkai
- Mesorhaga malayensis
- Mesorhaga martius
- Mesorhaga mellavana
- Mesorhaga mexicana
- Mesorhaga minatitlan
- Mesorhaga muchei
- Mesorhaga naumanni
- Mesorhaga nayaritensis
- Mesorhaga nerrensis
- Mesorhaga nigripes
- Mesorhaga nigrobarbata
- Mesorhaga nigroviridis
- Mesorhaga obscura
- Mesorhaga ornatipes
- Mesorhaga ovalis
- Mesorhaga palaearctica
- Mesorhaga pallidicornis
- Mesorhaga pauliani
- Mesorhaga paupercula
- Mesorhaga petrensis
- Mesorhaga pilosa
- Mesorhaga prima
- Mesorhaga pseudolata
- Mesorhaga queenslandensis
- Mesorhaga saetosa
- Mesorhaga sarukhani
- Mesorhaga schneiderae
- Mesorhaga septima
- Mesorhaga similis
- Mesorhaga stylata
- Mesorhaga stylatoides
- Mesorhaga tarooma
- Mesorhaga terminalis
- Mesorhaga tindali
- Mesorhaga toddensis
- Mesorhaga torquata
- Mesorhaga townsendii
- Mesorhaga tricorniflavrai
- Mesorhaga tristis
- Mesorhaga tsurikovi
- Mesorhaga turneri
- Mesorhaga wanbi
- Mesorhaga varicornis
- Mesorhaga varipes
- Mesorhaga weiri
- Mesorhaga villanuevi
- Mesorhaga wirthi
- Mesorhaga xizangensis
- Mesorhaga yarratt
- Mesorhaga zborowskii